# Familiengesetzbuch (Russland)
Familiengesetzbuch der Russischen Föderation (russisch Семейный кодекс Российской Федерации) ist die russische Familienrechtskodifikation und Hauptrechtsquelle des russischen Familienrechts. Es wurde von der Duma am 8. Dezember 1995 verabschiedet (letzte Fassung: 12. November 2012). Das Gesetz besteht aus 8 Abschnitten, 22 Unterabschnitten und 170 Artikeln.

## Inhalt
- Abschnitt I. Allgemeine Bestimmungen
- Abschnitt II: Eheschließung
- Abschnitt III: Rechte und Pflichte der Ehegatten
- Abschnitt IV: Rechte und Pflichte von Eltern und Kindern
- Abschnitt V: Unterhaltspflicht der Familienmitglieder
- Abschnitt VI: Erziehung der ohne Eltern gebliebenen Kinder
- Abschnitt VII: Anwendung des Familienrechts auf Ausländer und Staatenlose
- Abschnitt VIII: Schlussbestimmungen